# Постоянный контракт преподавателя
Постоянный контракт преподавателя — разновидность договора между представителем профессорско-преподавательского состава и высшим учебным заведением (вуз), предусматривающая пожизненное занятие должности.

## Цель контракта
Многие университеты США и Канады предоставляют избранным представителям старшего профессорско-преподавательского состава, занимающим должности Professor и Associate Professor, пожизненный контракт (tenure), без права увольнения администрацией. Общая цель такого контракта — защита независимости учёных (academic freedom).
Кроме того, пожизненный контракт с университетом даёт стимул работать на репутацию данного учебного заведения и не опасаться конкуренции со стороны молодых и талантливых коллег. Считается также, что пожизненный контракт защищает учёного от увольнения в случае конфликта с администрацией или работы по немодной тематике, что важно для появления оригинальных идей и даёт некоторые гарантии от застоя в прогрессе науки из-за того, что профессура предпочитает «безопасные» темы.

## Порядок предоставления
В США и Канаде аналогичный термин (англ. tenure) относится только к старшему профессорско-преподавательскому составу и означает, в частности, право на занятие должности пожизненно. Младшие преподаватели работают по временным контрактам и могут сделать карьеру лишь при наличии солидного списка опубликованных научных работ, значительного опыта педагогической практики и выполнения административных обязанностей.
Право на пожизненное занятие должности было в 1980-х годах ограничено в Великобритании; его не существует в Австралии и во многих европейских странах. Кроме того, в большинстве европейских университетов для аспирантов и молодых исследователей независимо от наличия или отсутствия ученой степени преподавание запрещено. В Германии преподавание формально разрешается только для профессуры и ограниченного количества прочих штатных сотрудников, но на деле значительную часть своей педагогической работы профессора передоверяют студентам и аспирантам, работающим в их лабораториях, а также своим внештатным сотрудникам. Во французской науке пожизненный наём — распространенное явление, начиная с молодых ученых.
В Новой Зеландии и некоторых других странах вместо пожизненного найма профессорско-преподавательского состава и научных сотрудников практикуется близкий по смыслу долгосрочный наём.
В России действует система контрактного найма профессорско-преподавательского состава. Заключению трудового договора предшествует избрание по конкурсу на замещение соответствующей должности; каждые пять лет должна проводиться аттестация в целях подтверждения соответствия работника занимаемой им должности. Статья 332 Трудового кодекса РФ предусматривает возможность заключения как срочного, так и бессрочного договора, однако обычно заключаются только срочные договоры. В сентябре 2020 г. в Госдуму РФ внесён законопроект № 1021402-7, которым планируется закрепить в ст. 332 положения о том, что по общему правилу трудовой договор с преподавателем заключается на неопределенный срок, а в некоторых случаях — на определённый срок, но не менее трёх лет.